# Seznam ruskih narodnih jedi
Seznam ruskih narodnih jedi.

## Juhe
- Šči
- Uha
- Boršč

## Predjedi
- Kaviar
- Borodinski kruh

## Napitki
- Čaj
- Rjaženka
- Kefir

## Glavne jedi
- Pelmeni
- Befstroganov (fr. Bœuf Stroganoff)
- Botvinja
- Buženina (fr. rôti de porc)
- Vagan

## Sladice
- Pirožke
- Prjaniki
- Slojka
- Beljovskaja pastila
- Kolomenskaja pastila
- Rževskaja pastila